# Salvador Allende Castro

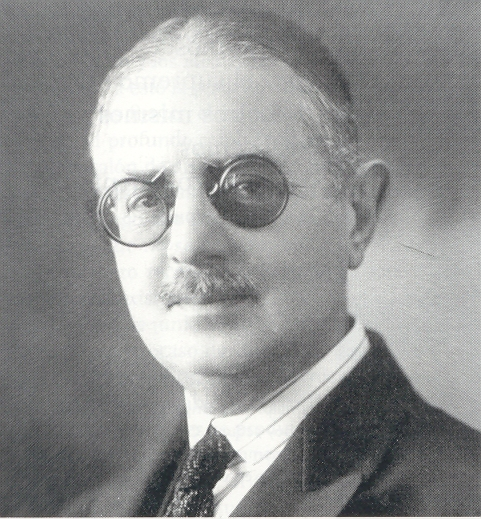
Salvador Allende Castro

Salvador Allende Castro (ur. 22 listopada 1871 w Valparaíso, zm. 1932) – chilijski adwokat, dziennikarz i działacz wolnomularski, ojciec przyszłego prezydenta Salvadora Allende Gossensa.
Był synem Ramóna Allende Padína i Eugenii Castro del Fierro. Pierwsze nauki pobierał w Santiago w kolegium Araya i kolegium Redforda, następnie studiował prawo na stołecznym uniwersytecie uzyskując dyplom adwokata 26 czerwca 1897 roku.
Zajmował wiele stanowisk w administracji rządowej m.in. w ministerstwie edukacji oraz resorcie wojny. Był prokuratorem sądu apelacyjnego w Tacna, adwokatem rady obrony fiskalnej w Valdivia, wreszcie relatorem sądu apelacyjnego w Valparaíso. Funkcję tę opuścił otrzymując uprawnienia notariusza publicznego i osiadł w Valparaíso. 
Z małżeństwa z Laurą Gossens Uribe miał czwórkę dzieci: Alfredo, Maríę Inés, Salvadora oraz Laurę.